# Gasteracantha dalyi
Gasteracantha dalyi är en spindelart som beskrevs av Pocock 1900. Gasteracantha dalyi ingår i släktet Gasteracantha och familjen hjulspindlar. Inga underarter finns listade i Catalogue of Life.